# TV Reader's Digest
TV Reader's Digest è una serie televisiva statunitense in 39 episodi trasmessi per la prima volta nel corso di 2 stagioni dal 1955 al 1956.
È una serie di tipo antologico in cui ogni episodio rappresenta una storia a sé. Gli episodi sono storie di genere drammatico basate su articoli apparsi nella rivista Reader's Digest e vengono presentati da Hugh Reilly (1955) e Gene Raymond (1956). Tra i temi trattati: la criminalità, l'eroismo, il mistero, il romanticismo.

## Interpreti
La serie vede la partecipazione di numerosi attori cinematografici e televisivi, molti dei quali interpretarono diversi ruoli in più di un episodio.
- Louis Jean Heydt (5 episodi, 1955-1956)
- Dabbs Greer (5 episodi, 1956)
- Dan Barton (4 episodi, 1955-1956)
- Richard Reeves (4 episodi, 1955-1956)
- Paul Cavanagh (4 episodi, 1955-1956)
- Anthony Eustrel (4 episodi, 1955-1956)
- Carl Milletaire (3 episodi, 1955-1956)
- Arthur Franz (3 episodi, 1955-1956)
- Aaron Spelling (3 episodi, 1955-1956)
- Robert Foulk (3 episodi, 1955-1956)
- Francis McDonald (3 episodi, 1955-1956)
- Kurt Katch (3 episodi, 1955-1956)
- Whit Bissell (3 episodi, 1955-1956)
- Jean Byron (3 episodi, 1955-1956)
- Bobby Driscoll (3 episodi, 1955-1956)
- Helen Mowery (3 episodi, 1955-1956)
- Robert Osterloh (3 episodi, 1955-1956)
- Dorothy Green (2 episodi, 1955)
- Otto Waldis (2 episodi, 1955-1956)
- William Henry (2 episodi, 1955)
- Robert Hutton (2 episodi, 1955-1956)
- Roy Roberts (2 episodi, 1955-1956)
- Fred Essler (2 episodi, 1955-1956)
- Richard Loo (2 episodi, 1955-1956)
- Paul Stewart (2 episodi, 1955-1956)
- Philip Ahn (2 episodi, 1955)
- Robert Crosson (2 episodi, 1955)
- Steven Geray (2 episodi, 1955)
- Herb Vigran (2 episodi, 1955)
- Sarah Selby (2 episodi, 1955)
- Joyce Holden (2 episodi, 1955-1956)
- Harlan Warde (2 episodi, 1955)
- Paul Dubov (2 episodi, 1956)
- Joe Bassett (2 episodi, 1955)
- Harry Shearer (2 episodi, 1955-1956)
- Rafael Campos (2 episodi, 1955-1956)
- Robert Clarke (2 episodi, 1955-1956)
- Phyllis Coates (2 episodi, 1955-1956)
- Ann Doran (2 episodi, 1955-1956)
- Noel Drayton (2 episodi, 1955-1956)
- Richard Gaines (2 episodi, 1955-1956)
- John Huffman (2 episodi, 1955-1956)
- Diane Jergens (2 episodi, 1955-1956)
- Richard Long (2 episodi, 1955-1956)
- Chester Marshall (2 episodi, 1955-1956)
- Damian O'Flynn (2 episodi, 1955-1956)
- Jerry Paris (2 episodi, 1955-1956)
- Emerson Treacy (2 episodi, 1955-1956)
- Philip Van Zandt (2 episodi, 1955-1956)
- John Wengraf (2 episodi, 1955-1956)
- Claude Akins (2 episodi, 1955)
- Peter Brocco (2 episodi, 1955)
- Edward Colmans (2 episodi, 1955)
- Walter Kingsford (2 episodi, 1955)
- Maudie Prickett (2 episodi, 1955)
- John Stephenson (2 episodi, 1955)
- John Archer (2 episodi, 1956)
- Leon Askin (2 episodi, 1956)
- Larry J. Blake (2 episodi, 1956)
- John Doucette (2 episodi, 1956)
- Marilyn Erskine (2 episodi, 1956)
- Byron Foulger (2 episodi, 1956)
- John Howard (2 episodi, 1956)
- Victor Jory (2 episodi, 1956)
- J. Pat O'Malley (2 episodi, 1956)
- Rhys Williams (2 episodi, 1956)

## Produzione
La serie fu prodotta da Chester Erskine Productions e girata negli American National Studios a Hollywood in California.

### Registi
Tra i registi sono accreditati:
- Harry Horner in 6 episodi (1955-1956)
- Peter Godfrey in 5 episodi (1955-1956)
- Paul Landres in 4 episodi (1956)
- Tom Gries in 3 episodi (1955-1956)
- Christian Nyby in 3 episodi (1955)
- William Beaudine in 2 episodi (1955)
- Leslie H. Martinson

### Sceneggiatori
Tra gli sceneggiatori sono accreditati:
- Arthur E. Orloff in 3 episodi (1955-1956)
- Frederic Sondern Jr. in 3 episodi (1955-1956)
- Katherine Albert in 2 episodi (1955)
- Dale Eunson in 2 episodi (1955)
- Norbert Muhlen in 2 episodi (1955)
- Wells Root in 2 episodi (1955)
- Milton Geiger in 2 episodi (1956)

## Distribuzione
La serie fu trasmessa negli Stati Uniti dal 17 gennaio 1955 al 9 luglio 1956 sulla rete televisiva ABC.

## Episodi
| Stagione         | Episodi | Prima TV USA |
| ---------------- | ------- | ------------ |
| Prima stagione   | 26      | 1955-1955    |
| Seconda stagione | 39      | 1955-1956    |